# DigitalOcean
DigitalOcean, Inc. — американський провайдер хмарних інфраструктур, з головним офісом в Нью-Йорку і з центрами обробки даних по всьому світу.
На вибір клієнта надаються дата-центри в Нью-Йорку, Сан-Франциско, Амстердамі, Франкфурті, Лондоні, Торонто, Сінгапурі і Бангалорі, таким чином охоплюючи всі найбільші вузли обміну міжнародного трафіку. Компанія надає хмарні послуги для розробників, дає можливість розгортати і масштабувати додатки одночасно на декількох комп'ютерах.
Станом на лютий 2017 DigitalOcean була другою найбільшою хостинг-компанією за кількістю загальнодоступних серверів із заявленим аптаймом на рівні 99.99%.

## Історія
У 2003 році Бен і Мойсей Урецські, що заснували ServerStack вирішили створити новий продукт, який поєднував би в собі вебхостинг і віртуальний сервер. Проаналізувавши ринок хмарних хостингів вони визначили, що більшість компаній спрямовані на великих клієнтів, залишаючи ринок незалежних розробників без уваги.
У 2012 році Урецські зустрілися з співзасновником Мітч Вейнер в зв'язку з його оголошення в крейглисті. До середини 2012 року команда засновників компанії складалася з Бена і Мойсея Урецськіх, Мітча Вейнера, Джеффа Карра і Алека Гартмана. Після того як DigitalOcean був прийнятий в програму стартап-акселератора TechStars в Боулдері, штат Колорадо, засновники переїхали в Боулдер для роботи над своїм продуктом.